# فلم قصير عن القتل
فيلم قصير عن القتل (بالبولندية: Krótki film o zabijaniu) فيلم دراما وجريمة بولندي لعام 1988، للمخرج كرزيستوف كيسلوفسكي، وبطولة ميروسلاف باكا، وكريستوفر جلوبيز. كتب الفيلم كرزيستوف كيسلوفسكي، وكريستوفر بيسيفيتش.
الفيلم هو جزء ممتد من المسلسل التلفزيوني البولندي «ديكالوج: خمسة Dekalog: Five».
تدور أحداث الفيلم في وارسو عاصمة بولندا، ويقارن القتل العنيف الذي لا معنى له لشخص، بالإعدام البارد والمحسوب الذي تنفذه الدولة.
حصل الفيلم على جائزة لجنة التحكيم وجائزة (FIPRESCI) في مهرجان كان السينمائي عام 1988، بالإضافة إلى جائزة الفيلم الأوروبي لأفضل فيلم.

## طاقم التمثيل
ميروسواف باكا: في دور جاسيك لازار
كريستوفر جلوبيس: في دور بيوتر باليكي (محامي)
جان تيسارز: في دور فالديمار ريكوفسكي (سائق سيارة أجرة)
زيبغنيو زابازويكز: في دور رئيس اللجنة
باربرا دزيكان: في دور أمين الصندوق
ألكسندر بدنارز: في دور الجلاد
جرزي زاس: في دور قائد الشرطة
زيدزيسلاو توبياس: في دور القاضي
أرتور بارسيس: في دور شاب
كريستينا جاندا: في دور دوروتا
بيتر فالتشي: في دور سائق سيارة بريطاني
إلزبيتا هيلمان: في دور بيتكا
واديسواف بيردي: في دور مساعد للجلاد
ماسيج ماسيجوسكي: في دور المدعي العام

## ملخص أحداث الفيلم
يقوم الشباب جاسيك لازار (ميروسواف باكا) بقتل سائق سيارة أجرة بشكل عشوائي ووحشي، وفي نفس الوقت يجتاز بيوتر باليكي (كريستوفر جلوبيس) اختبارات القانون ويتم قبوله في نقابة المحامين، ويبدأ في خطوات الدفاع عن قاتل سائق سيارة الأجرة. يتأكد بيوتر انه لا يوجد دليل للدفاع، وأيضاً لا يوجد دافع ظاهر. يتم تقديم جاسيك للمحاكمة، وإدانته وإعدامه شنقًا. يصبح بيوتر، بعد قضيته الأولى، في شك مرير، هل للنظام القانوني، وبأسم الشعب، الحق في القتل بدم بارد؟

## استقبال الفيلم
تزامن الإصدار الأول للفيلم في بولندا، مع نقاش ساخن، بين البولنديين، حول عقوبة الإعدام. على الرغم من أن توجيه الفيلم لا يتعامل بشكل مباشر مع الأحداث السياسية، إلا أنه يتم تفسيره بالإجماع على أنه بيان سياسي. لم يعجب الجمهور البولندي التوازي في الفيلم، بين جريمة قتل ارتكبها فرد وإجراءات قتل ارتكبتها الدولة، على الرغم من هذا الجدل، أشاد غالبية النقاد بفيلم كيسلوفسكي وتم ترشيحه وحصل على العديد من الجوائز.
تجري مجلة «البصر والصوت Sight & Sound» استطلاعًا لمخرجي الأفلام كل عشر سنوات لمعرفة ما يعتبرونه أعظم عشرة أفلام على الإطلاق. صوت المخرج الهولندي سايروس فريش، في عام 2012، لفيلم قصير عن القتل، وعلق فريش قائلاً: «في بولندا، كان لهذا الفيلم دور فعال في إلغاء عقوبة الإعدام». كان الفيلم من بين 21 فيلمًا بولنديًا كلاسيكيًا تم اعداده رقميًا، كما تم اختياره من أجل «مارتن سكورسيزي يقدم: روائع السينما البولندية» (هو موسم أفلام متجول يقدم للمشاهدين كلاسيكيات السينما البولندية الرائعة والتي تم إعدادها رقمياً، والتي لم يُعرض بعضها من قبل في بعض الدول).
منح موقع الطماطم الفاسدة الفيلم تقييم مقداره 91% بناء على آراء 22 ناقد فني.

## الجوائز والترشيحات
جائزة مهرجان كان السينمائي الدولي 1988: فاز بجائزة (FIPRESCI) المخرج كرزيستوف كيسلوفسكي.
جائزة لجنة التحكيم لمهرجان كان السينمائي 1988: (كرزيستوف كييلوفسكي)
ترشيح مهرجان كان السينمائي لجائزة السعفة الذهبية 1988: للمخرج كرزيستوف كييلوفسكي.
جائزة الفيلم الأوروبي 1988: فاز بجائزة أفضل فيلم (كرزيستوف كييلوفسكي)
مهرجان الفيلم البولندي 1988 Polish Film Festival: فاز بجائزة الأسد الذهبي (كرزيستوف كييلوفسكي)
جوائز بوديل 1990 Bodil Award: فاز بجائزة أفضل فيلم أوروبي  (كرزيستوف كييلوفسكي)
جائزة نقابة نقاد السينما الفرنسية لأفضل فيلم أجنبي 1990 French Syndicate of Cinema Critics: فاز (كرزيستوف كييلوفسكي)
جائزة مهرجان روبرت لأفضل فيلم أجنبي 1990 Robert Festival: فاز (كرزيستوف كييلوفسكي)

## روابط خارجية
- مقالات تستعمل روابط فنية بلا صلة مع ويكي بيانات